# 草丝竹
草丝竹（学名：Yushania andropogonoides）为禾本科玉山竹属下的一个种。

## 扩展阅读
- 維基物種上的相關：草丝竹